# Daneilshöhle

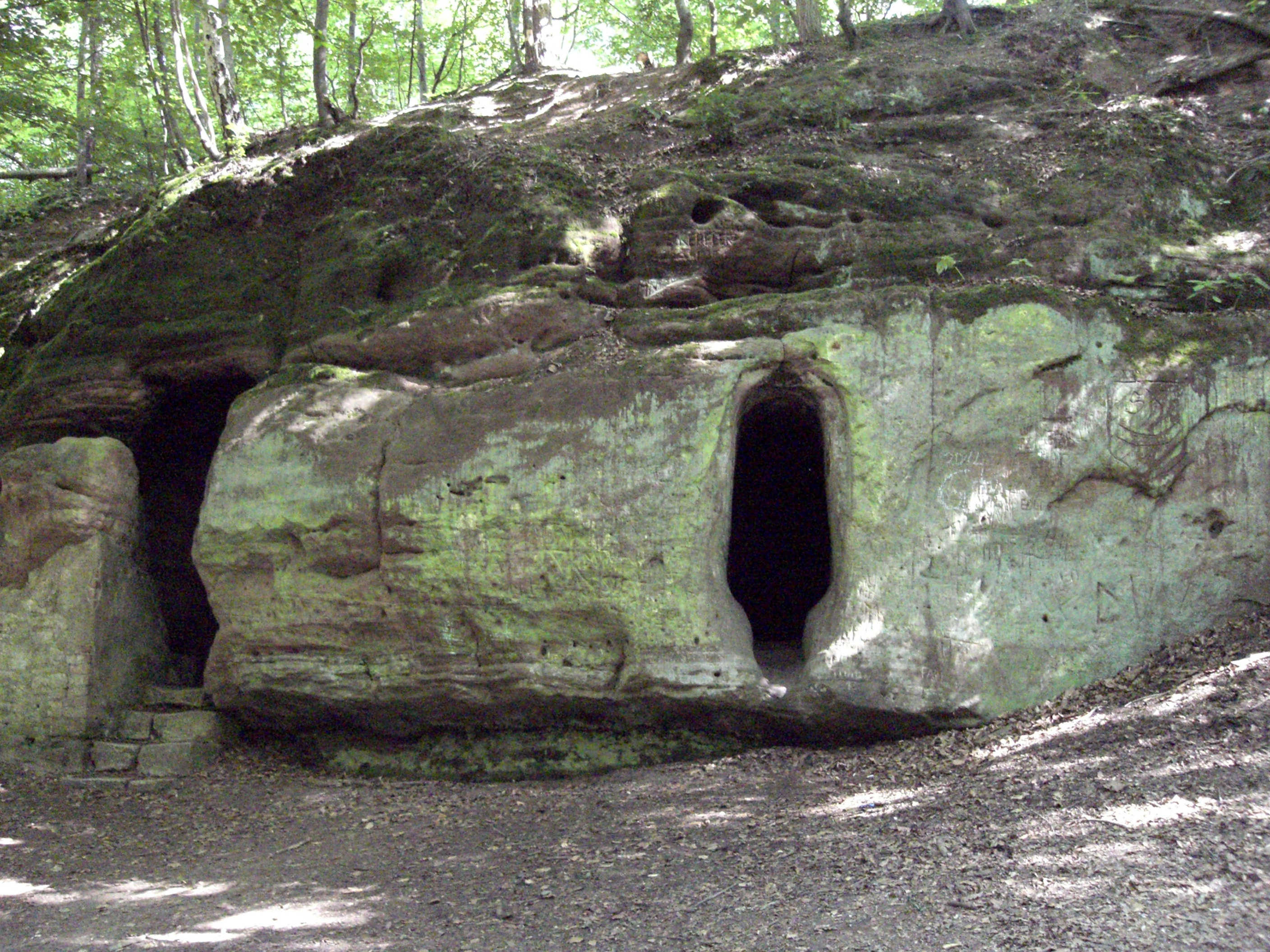
Die Daneilshöhle im Huy

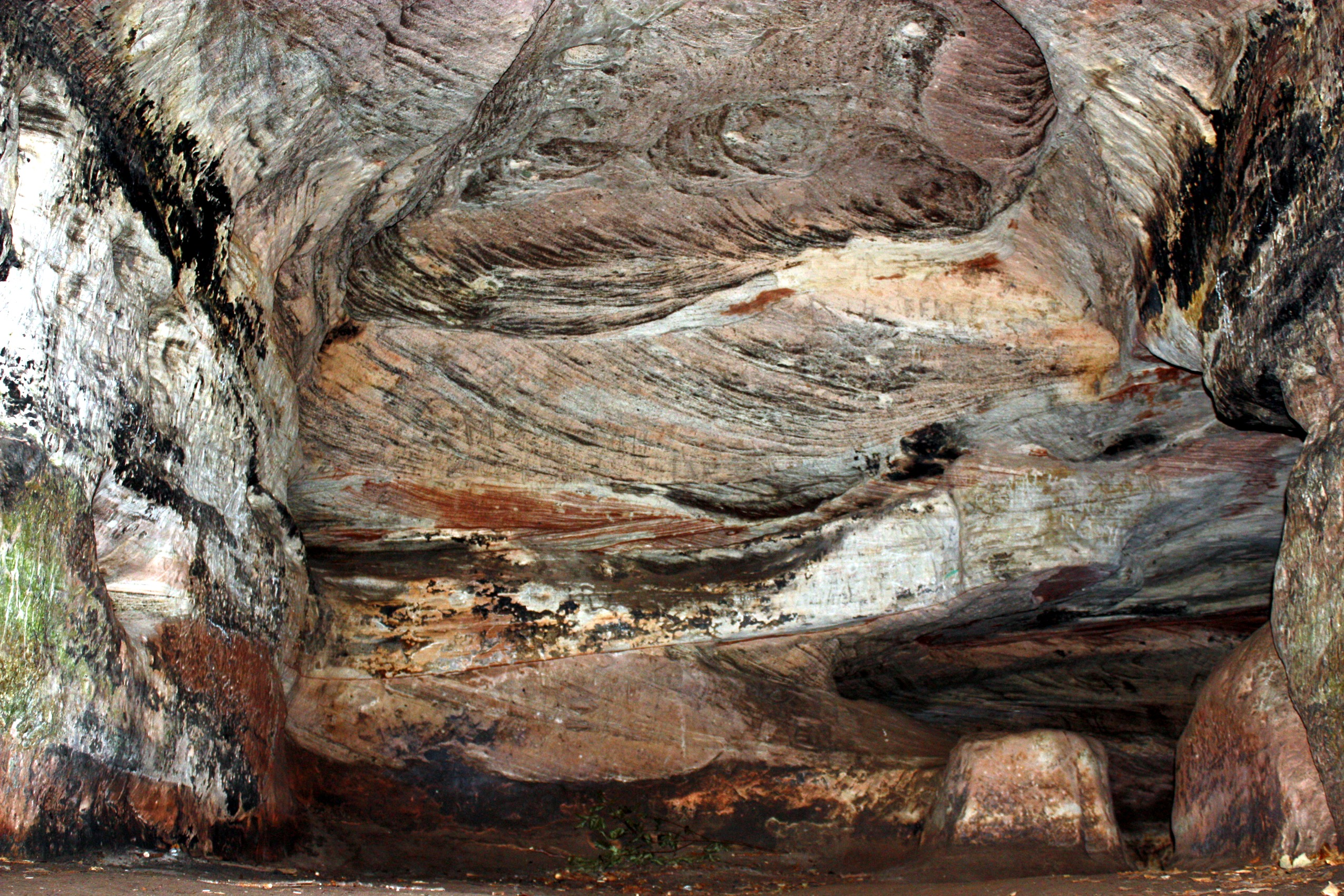
Innenansicht der Daneilshöhle

Die Daneilshöhle, auch Räuberhöhle genannt, befindet sich an der Nordseite des Huy genannten Gebirgszugs im Landkreis Harz in Sachsen-Anhalt.
Die Daneilshöhle bildet in einer Felswand des mittleren Buntsandsteins drei miteinander verbundene Hohlräume, die unter Naturschutz stehen. Die Hohlräume sind offenbar durch Aufwaschung im Tertiär oder in der Eiszeit entstanden, also geologischen Ursprungs.
Löcher für Sperrbalken und senkrechte Wände lassen erkennen, dass die Daneilshöhle von Menschenhand vergrößert wurde. Sie soll im Mittelalter als Einsiedlerklause und in der Frühen Neuzeit möglicherweise auch als Unterschlupf für Wegelagerer und Räuber gedient haben. Im Strafprozess gegen Simon Bingelhelm aus Halberstadt, den man Tausendteufel nannte und der im Juni 1600 wegen Mordes und anderer Taten hingerichtet wurde, wird sie als Tatort genannt.